# Sogno freddo
Sogno freddo è un singolo della cantautrice italiana Nathalie, pubblicato il 6 maggio 2011 come secondo estratto dal primo album in studio Vivo sospesa.

## Il brano
Il singolo è stato presentato in anteprima il 5 maggio 2011 durante il programma Parla con me.
Riguardo al brano, la stessa Nathalie ha commentato:

## Tracce
Download digitale
1. Sogno freddo – 3:35 (Nathalie)